# スタート (ghostnoteの曲)
「スタート」は、2008年5月21日に発売されたghostnoteのデビューシングル。

## 解説
「MUSIC EDGE＋Osaka style」5.6月度オープニングテーマとなっている。

## 収録曲

### CD
全作詞・作曲：大平伸正
1. スタート
編曲：ghostnote/阿部義晴
専門学校「日本工学院」CMソング
毎日放送『MUSIC EDGE + Osaka Style』5月・6月度オープニングテーマ
2. 魔法の言葉（'08.3.5 at岡山ママ2）
編曲：ghostnote